# Мунцингер, Мартин
Ма́ртин Йо́зеф Му́нцингер (нем. Martin Josef Munzinger; 11 ноября 1791, Ольтен, кантон Золотурн, Швейцария — 6 февраля 1855, Берн, Швейцария) — швейцарский политик, президент Швейцарии. Член Радикально-демократической партии.

## Биография
- 1 января 1833 — 31 декабря 1834 — президент Малого совета кантона Золотурн (1-й раз).
- 1 января 1837 — 31 декабря 1838 — президент Малого совета кантона Золотурн (2-й раз).
- 1 января 1840 — январь 1841 — президент Малого совета кантона Золотурн (3-й раз).
- январь — 31 декабря 1841 — глава правительства кантона Золотурн (1-й раз).
- 1 января — 31 декабря 1843 — глава правительства кантона Золотурн (2-й раз).
- 1 января — 31 декабря 1845 — глава правительства кантона Золотурн (3-й раз).
- 1 января — 31 декабря 1847 — глава правительства кантона Золотурн (4-й раз).
- 16 ноября 1848 — 6 февраля 1855 — член Федерального совета Швейцарии (один из первых семи).
- 16 ноября 1848 — 31 декабря 1850 — начальник департамента (министр) финансов.
- 1 января — 31 декабря 1850 — вице-президент Швейцарии.
- 1 января — 31 декабря 1851 — президент Швейцарии, начальник политического департамента (министр иностранных дел).
- 1 января — 31 декабря 1852 — начальник департамента финансов.
- 1 января 1853 — 31 декабря 1854 — начальник департамента (министр) почт и общественных работ.
- 1 января — 6 февраля 1855 — начальник департамента (министр) торговли и сборов.